# Notalia australiensis
Notalia australiensis är en ringmaskart som beskrevs av Hartmann-Schröder 1989. Notalia australiensis ingår i släktet Notalia och familjen Phyllodocidae. Inga underarter finns listade i Catalogue of Life.